# Withania somnifera

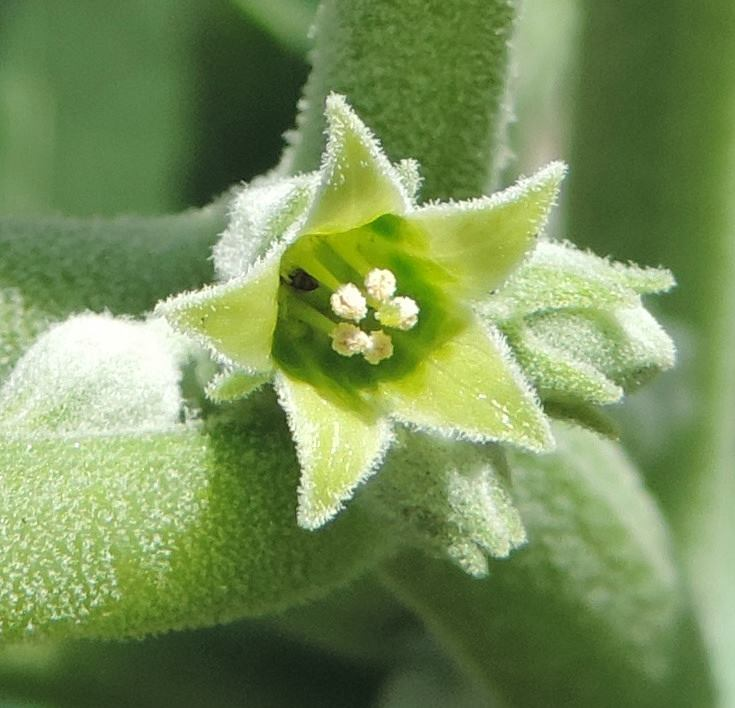
Flores

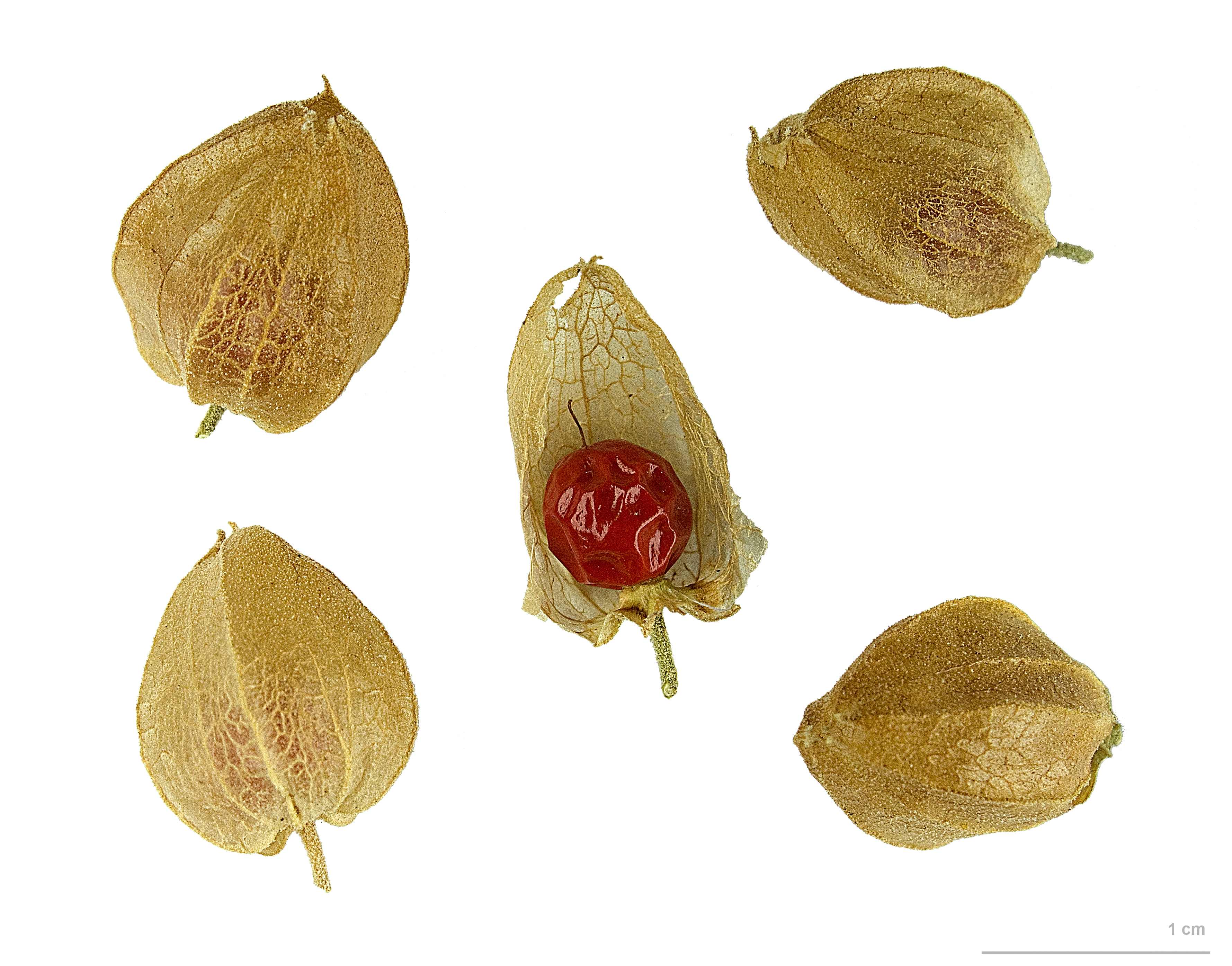
Frutos

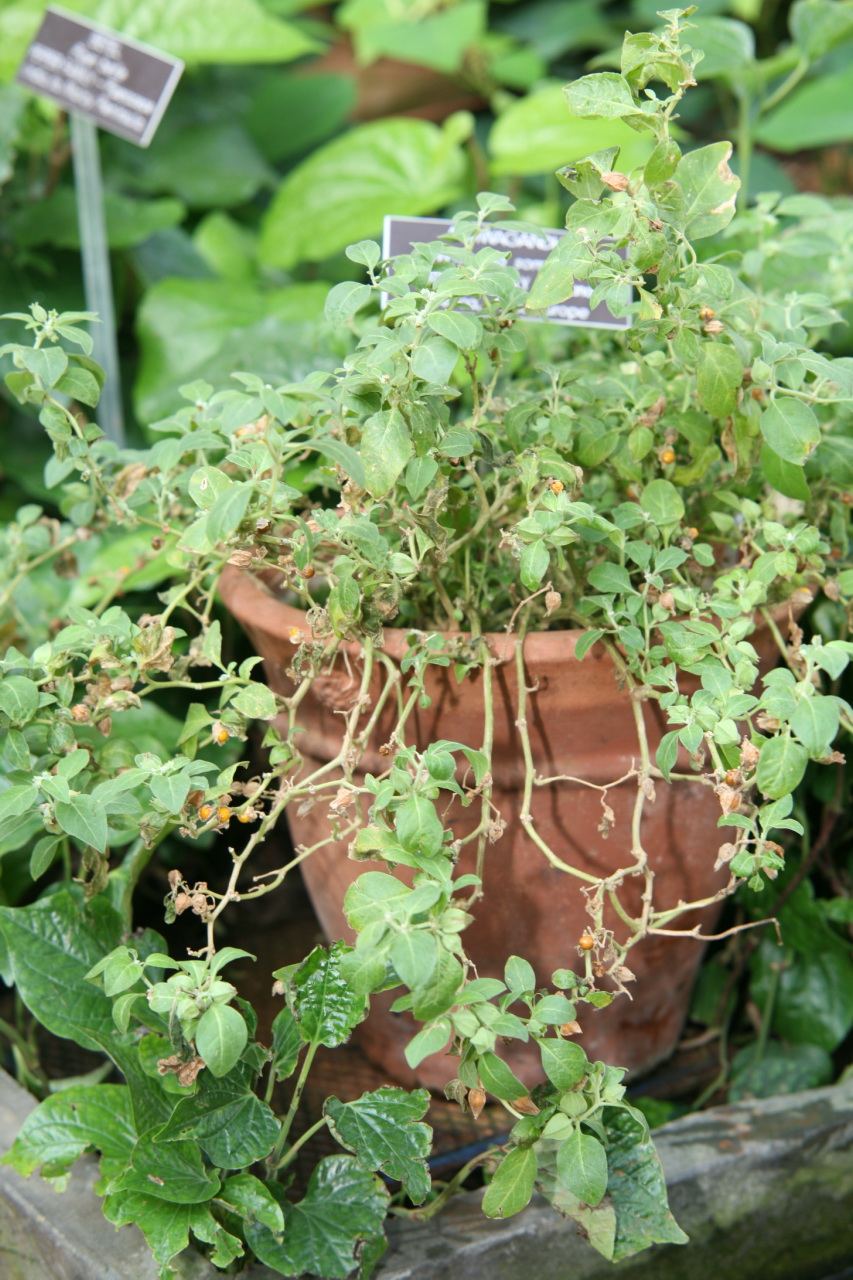
Planta cultivada em vaso

Withania somnifera, comumente conhecida como ashwagandha, ginseng indiano, groselha venenosa (poison gooseberry), ou cereja de inverno (winter cherry), é uma planta da família das Solanaceae. Várias outras espécies do gênero Withania são morfologicamente similares.  É usada como planta medicinal na Medicina Ayurvédica.

## Descrição
Esta espécie é uma planta pequena perene, arbustiva, crescendo a 35–75 cm de altura, nativa da África  região do Mediterrâneo e Índia. Os ramos tomentosos se estendem radialmente a partir de uma haste central. As folhas são verdes pálidas, elípticas, geralmente até 10 a 12 cm de comprimento. As flores são pequenas, verdes e em forma de sino. O fruto maduro é vermelho-alaranjado.

## Etimologia
O nome da espécie somnifera significa indutora de sono em Latim. A tradução literal do nome desta planta em sânscrito é "o cheiro e a força de um cavalo", aludindo às suas propriedades de ser uma das plantas mais importantes na medicina ayurvédica e nos sistemas de medicina tradicional.

## Cultivo
Withania somnifera é cultivada em muitas regiões mais secas de Índia, como  Distrito de Mandsaur  da  Madhya Pradesh, Punjab, Sindh, Gujarat, Kerala and Rajasthan. é também encontrada no  Nepal, China e Yemen.

## Patologia
Withania somnifera é propensa a várias pragas e doenças. A doença da mancha foliar causada por  Alternaria alternata  é a doença mais prevalente, que é mais grave nas planícies de Punjab, Haryana e Himachal Pradesh . Foi relatada a biodiereiração de seus componentes farmaceuticamente ativos durante a doença da mancha foliar.  A Choanephora cucurbitarum causa a  queda da haste e da folha da Withania somnifera. Esta cigarra alimenta-se das porções apicais do caule, tornando-as ásperas e lenhosas na aparência e de cor marrom. As folhas apicais caem e a planta morre gradualmente. O ácaro chamado aranha vermelha ( Tetranychus urticae ) é a praga mais prevalente da planta na Índia.

## Uso culinário
A polpa e casca das bagas podem ser usadas como substituto do coalho na fabricação de queijo.

## Bioquímica
Os constituintes químicos principais são lactonas alcalóides e lactonas esteróidais. Estes incluem tropina e cuscohigrina (pirrolidina alcaloide) . As folhas contêm as lactonas esteróidais, andanolides, notavelmente Vitaferin A(Lactona esteriodal), que foi o primeiro a ser isolado da planta.
Tropano é um derivado do alcalóide tropano contendo um grupo hidroxilo no terceiro carbono. Também chamado de 3-tropanol.
A benzatropina e a etilbenzatropina são derivados da tropana. É também um bloco de construção da atropina, uma droga anticolinérgica prototípica da classe antagonista muscarínica. A cuscohigrina é um alcalóide de pirrolidina encontrado na coca. Também pode ser extraído de plantas da família Solanaceae também, incluindo Atropa belladonna, Datura inoxia  e Datura stramonium. O cuscohygrino geralmente vem com outros alcaloides mais potentes como a atropina ou a cocaína.
A cuscohigrina (juntamente com o metabolito relacionado higrina) foi o primeiro isolado por Carl Liebermann em 1889 como um alcaloide que acompanha a cocaína nas folhas de coca (também conhecidas como folhas de Cusco). A cuscohigrina é um óleo que pode ser destilado sem decomposição apenas no vácuo. É solúvel em água. Também forma um tri-hidrato cristalino, que derrete a 40-41 °C. Há também os alcalóides ashwagandhina, ashwaganidhina e somniferina, todos identificados exclusivamente na própria planta de ashwagandha.

## Medicina tradicional
As raízes longas, castanhas e tuberosas da planta são usadas há séculos na medicina tradicional indiana. Foi mencionado em textos médicos indianos antigos. A ashwagandha é usada na medicina herbal indiana para uma variedade de usos. No Iêmen, onde é conhecido como  "ubab"  As folhas secas são moídas para um pó do qual uma pasta é feita e usada para queimaduras e feridas.